# يوسف عصفور
يوسف عبد الله محمود عصفور (مواليد 1955 - قرية سنجل، فلسطين) هو رجل أعمال فلسطيني الأصل، وهو مؤسس ورئيس مجلس إدارة الجامعة العربية الأمريكية بفلسطين.

## نشأته
ولد عصفور عام 1955 في قرية سنجل التابعة إداريا لمحافظة رام الله والبيرة. التحق بمدرسة القرية وعرف بتميزه وتفوقه الدراسي والمحافظة على دروسه، ولكن لم تتسنى له الفرصة لاستكمال دراسته الجامعية بسبب ضيق الحالة المادية لأسرته مما اضطره للعمل في سن مبكرة في العديد من المجالات محاولاً جمع مبلغ مالي يمكنه من إكمال دراسته الجامعية.

## مسيرته
انتقل إلى المملكة العربية السعودية خلال فترة السبعينيات للعمل في مجال التخليص الجمركي، وبدأ خلال فترة وجيزة العمل في ممارسة التجارة والعمل بعد ذلك في مجال الرخام والجرانيت ومن ثم إلى العمل في مجال المقاولات. عمل كوكيل استيراد وتصدير لوكالات متنوعة للعديد من الشركات ثم قام بعد ذلك بفتح شركته الخاصة في المملكة العربية السعودية في مجال التخليص الجمركي، بالإضافة إلى عمله في مجال العقارات في فلسطين في ذلك الوقت.
في عام 1996، أسس عصفور مع مجموعة من رجال الأعمال الفلسطينيين الجامعة العربية الامريكية واُفتتحت في عام 2000، وهي أول جامعة خاصة في فلسطين ويقع مقرها الرئيسي قرب قرية تلفيت جنوب محافظة جنين. في عام 1997، أسس عصفور شركة «شركة جنيفا» للرخام والجرانيت في فلسطين ويقدر رأس مالها الآن حوالي 17 مليون دولار. كما أسس في العام 2018 شركة سيدني للإستثمارات السياحية المالكة لعدة وكالات تجارية عالمية منها مقاهي جلوريا جينز كافية.

## أعمال خيرية
يعرف عن عصفور مساهماته في أعمال الخير فمنذ عودته لفلسطين قدم عدد من المشاريع الاستثمارية التي ساعدت في خلق فرص عمل للعاملين في الدولة. وفي أواسط التسعينيات تبرع عصفور ببناء مدرسة ثانوية في قرية سنجل، كما قام بتقديم العديد من المساهمات لتطوير نادي سنجل، ومعروف عنه أيضا تقديم المساعدات سنويا لكل مشاريع قرية سنجل على صعيد المدارس، البلدية والنادي،
شملت أحد مبادراته إنشاء بنك لدعم الفقراء في فلسطين، وقام بالتعهد بتوجيه دعوة إلى رجال الأعمال والاقتصاد والمال في فلسطين للعمل على توفير مشروع من شأنه تطوير الاقتصاد الوطني وتخفيف نسبة البطالة والفقر.

## تكريمات
- حصل على الدكتوراه الفخرية في الاقتصاد وإدارة الأعمال من جامعة أكسفورد لما قدمه من إنجازات في مجالي التعليم والاقتصاد.[10]
- كرمه الرئيس محمود عباس وقام بمنحه نجمة الاستحقاق من وسام دولة فلسطين، تقديرا لدوره الوطني، ومساهماته الاقتصادية في مجال التعليم العالي.[10][23]